# Ligne Aérienne Seychelles
Ligne Aérienne Seychelles (auch bezeichnet als LAS) war eine kurzlebige auf dem Seychelles International Airport ansässige Fluggesellschaft, die ihren Betrieb im Jahr 1987 eingestellt hat.

## Geschichte
Ligne Aérienne Seychelles wurde im Jahr 1986 von Christopher Hurndal, einem Flugkapitän, zusammen mit Privatinvestoren in Victoria gegründet, um Charterflüge auf die Seychellen anzubieten. Das Unternehmen erhielt Streckenrechte für Verbindungen von Mahé über Singapur nach Australien sowie nach Nairobi (Kenia), Lilongwe (Malawi) und Gaborone (Botswana). Die Betriebsaufnahme erfolgte im Dezember 1986 mit einer geleasten Boeing 707-300B (Kennzeichen: S7-LAS), die ursprünglich im Jahr 1969 an American Airlines ausgeliefert worden war.
Hauptsächlich flog die Gesellschaft den australischen Flughafen Perth im IT-Charterverkehr an, wobei die Anzahl der wöchentlichen Einsätze insgesamt gering war. Häufig befand sich die Boeing 707 für mehrere Tage in Perth, bevor sie auf die Seychellen zurückflog. Daneben wurde zeitweise Linienverkehr nach Nairobi durchgeführt. Ob das Unternehmen die Streckenrechte nach Lilongwe und Gaborone nutzte, ist unklar. Aufgrund der ungenügenden Auslastung des Flugzeugs stellte Ligne Aérienne Seychelles ihren Betrieb im Jahr 1987 aus wirtschaftlichen Gründen ein. Die gemietete Boeing 707 wurde im März 1988 von der kenianischen African Express Airways übernommen.

## Flotte
- Boeing 707-300B